# Martha Rocha
Maria Martha Hacker Rocha (Salvador, 19 de septiembre de 1936 - Niterói, 4 de julio de 2020) fue una modelo brasileña, primera ganadora del certamen Miss Brasil en 1954. El mismo año se convirtió en finalista de Miss Universo.

## Carrera
En 1954, y después de ganar el título de Miss Bahia en su estado natal, Rocha se convirtió en la primera Miss Brasil en avanzar hasta la instancia final del concurso de Miss Universo. Sin embargo, perdió la corona ante la representante estadounidense Miriam Stevenson. Acto seguido, Rocha se convirtió en una referencia de la belleza en Brasil y su nombre fue utilizado para nombrar calles en el estado de Bahía, Santa Catarina y São Paulo.
Su nombre fue dado a una gran gema encontrada cerca de Teófilo Otoni en Minas Gerais. Pesaba 134 libras y producía más de 300.000 quilates de gemas azules. El nombre le fue dado por la comparación entre el color de los ojos de Rocha y el intenso azul de la piedra preciosa.

### Plano personal y fallecimiento
En 2001 se le diagnosticó cáncer de seno, pero la enfermedad fue controlada. En sus últimos años vivió en un hogar de ancianos en Volta Redonda. Falleció en Niterói el 4 de julio de 2020 a los ochenta y tres años  luego de sufrir una paro cardíorrespiratoria. Sus restos descansan en el cementerio Santísimo Sacramento en Niterói.